# WD-40
WD-40 — американская компания и торговая марка известного аэрозольного препарата, разработанного Норманом Ларсеном в 1953 году для «Rocket Chemical Company» в Сан-Диего, Калифорния. Первоначально препарат был разработан для промышленных потребителей как водоотталкивающее средство, предотвращающее коррозию. Позже было установлено, что он также имеет множество возможностей для бытового применения.
Аббревиатура WD расшифровывается как англ. Water Displacement («вытеснение воды»), а число 40 обозначает, что, согласно корпоративной легенде, формула продукта была разработана с сороковой попытки. Продукт состоит в основном из различных углеводородов. WD-40 впервые был использован в компании Convair для защиты внешней обшивки ракет Атлас от коррозии. На полках магазинов Сан-Диего продукт впервые появился в 1958 году.

## Состав и правила использования

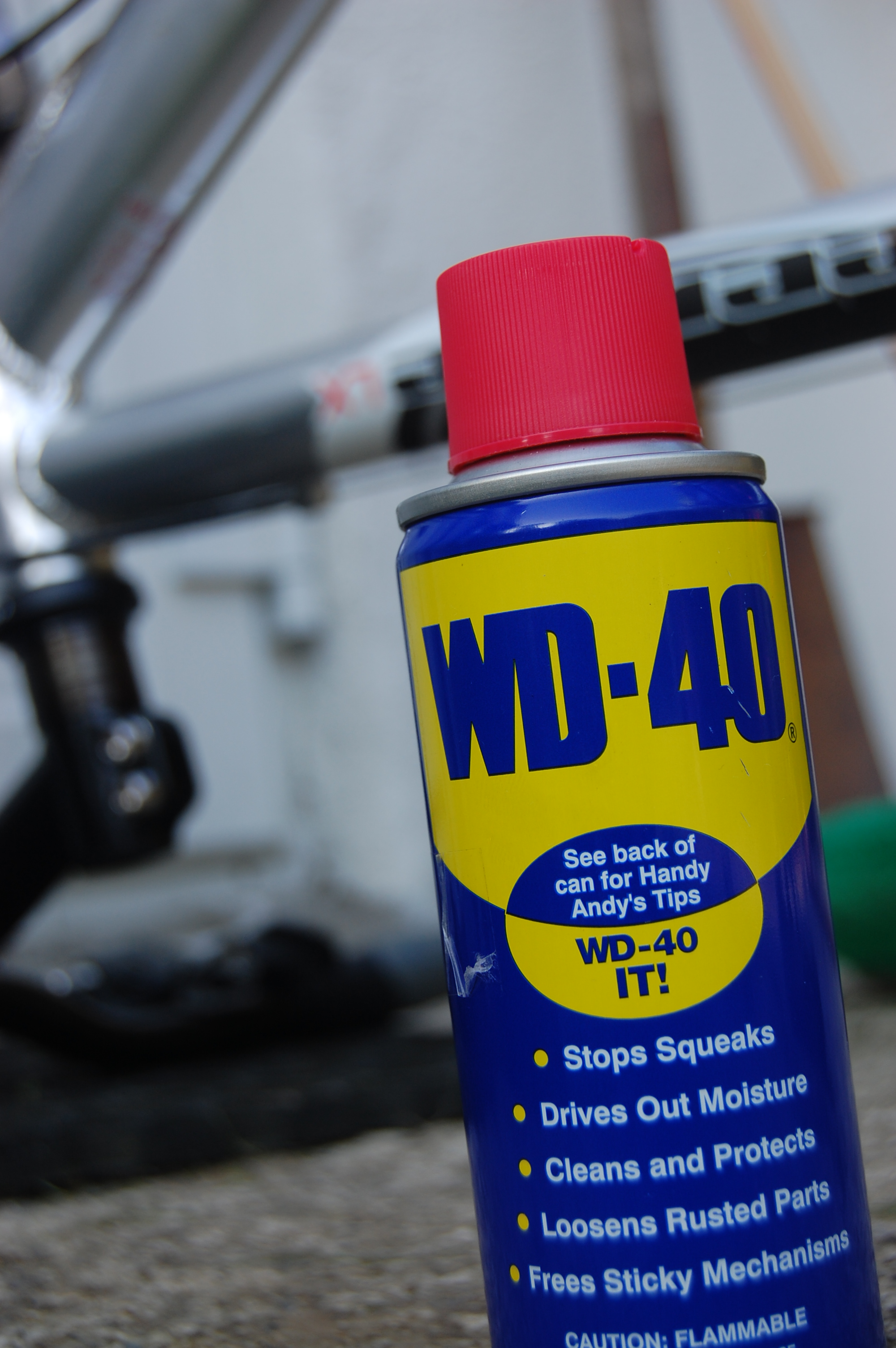
Аэрозольный баллон WD-40

Главный ингредиент продукта — уайт-спирит. Входящее в состав минеральное масло, оставаясь на любой поверхности, помогает выталкивать воду. Также в состав продукта входят различные летучие углеводороды, которые придают продукту низкую вязкость и возможность быть распыленным в виде аэрозоля. Такой способ подходит для консервации оборудования, содержащего скрытые полости и трещины.
Точный состав продукта до сих пор является коммерческой тайной и тщательно охраняется. Продукт не запатентован, чтобы избежать раскрытия технологии изготовления.
Паспорт безопасности (обязательный документ в США) даёт такие сведения о продукте:
- 50 % — растворитель уайт-спирит;
- 25 % — вытеснитель углекислый газ;
- 15 % — минеральное масло (точный состав является коммерческой тайной);
- 10 % — инертные ингредиенты.

Кроме этого в нём есть указание, что продукт огнеопасен и вреден при приёме внутрь, длительном воздействии на кожу. Вода непригодна для тушения WD-40. Существует популярная легенда, что основным ингредиентом WD-40 является рыбий жир (на том основании, что рыбаки, использовавшие WD-40 для смазки и защиты рыболовных снастей, якобы, начинали ловить более крупную рыбу), но официальный сайт компании опровергает эту информацию.

## Компания WD-40
«Rocket Chemical Company» была основана в 1953 году. В 1969 году Джон С. Барри, став её президентом, изменил название на WD-40 на том основании, что ракетно-химическая компания не производит ракеты. В 1973 году компания стала публичной, разместив свои акции на бирже NASDAQ (символ акции WDFC). В последние годы WD-40 приобрела несколько продуктовых линеек, добавив такие бренды, как «3‑IN‑ONE», «LAVA», «Spot Shot», «X‑14» и некоторые другие.
Штаб-квартира компании до сих пор находится в Сан-Диего, Калифорния. Продукция продаётся в более чем 160 странах мира. Доход за 2010 финансовый год превысил 300 млн долларов США.

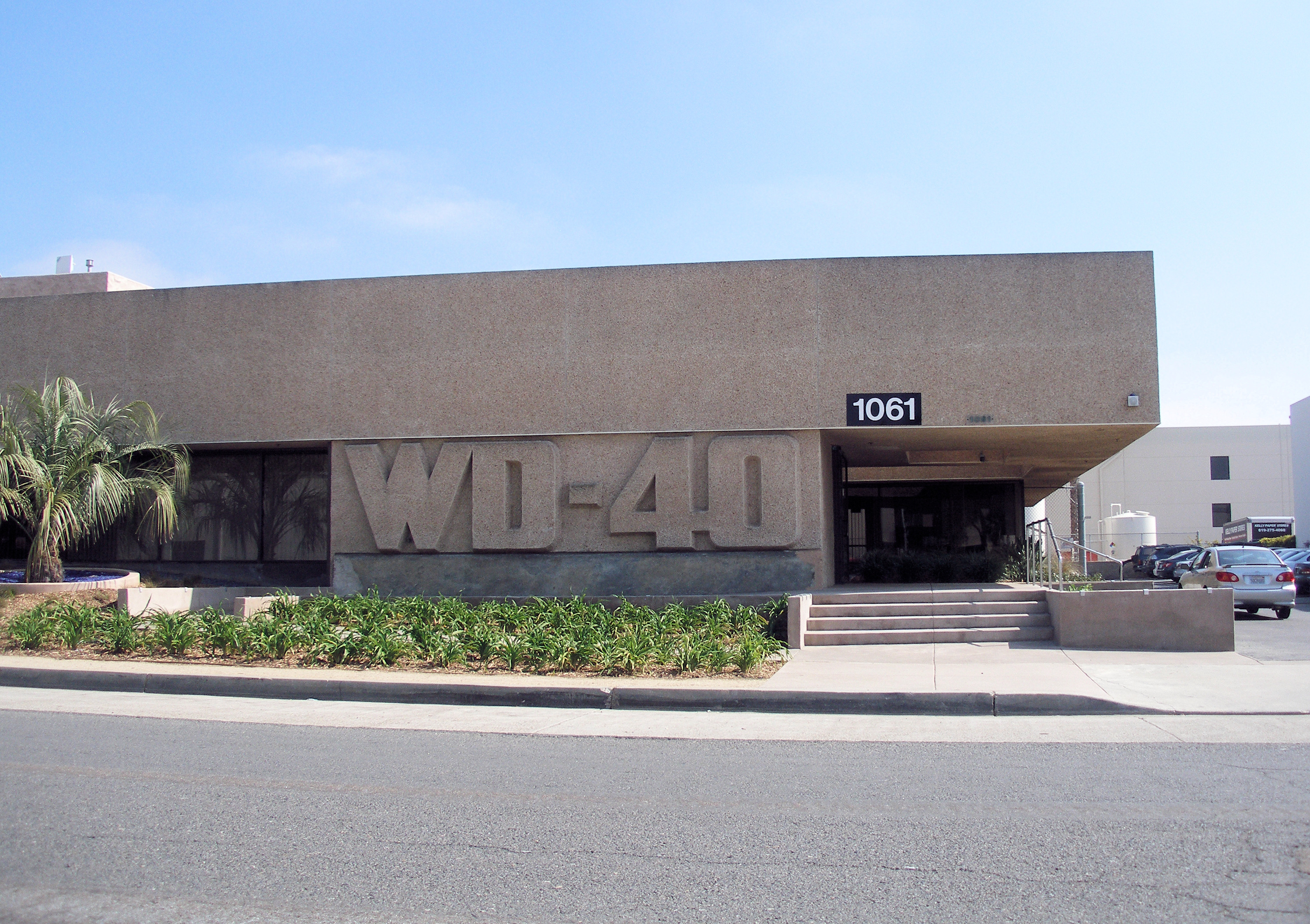
Штаб-Квартира «WD‑40» в Сан-Диего